# Campeonato da Europa de Atletismo de 1982 - Maratona masculina
Estes foram os resultados da Maratona masculina disputada em Atenas, Grécia, no Campeonato da Europa de Atletismo de 1982.

## Medalhistas
| Ouro   | Gerard Nijboer Países Baixos (NED) |
| Prata  | Armand Parmentier Bélgica (BEL)    |
| Bronze | Karel Lismont Bélgica (BEL)        |

## Classificação final
| Posição           | Atleta                | País               | Marca   |
| ----------------- | --------------------- | ------------------ | ------- |
| Medalha de ouro   | Gerard Nijboer        | Países Baixos      | 2:15:16 |
| Medalha de prata  | Armand Parmentier     | Bélgica            | 2:15:51 |
| Medalha de bronze | Karel Lismont         | Bélgica            | 2:16:04 |
| 4                 | Pertti Tiainen        | Finlândia          | 2:16:27 |
| 5                 | Jukka Toivola         | Finlândia          | 2:17:31 |
| 6                 | Waldemar Cierpinski   | Alemanha Oriental  | 2:17:50 |
| 7                 | Ryszard Marczak       | Polónia            | 2:17:53 |
| 8                 | Giampaolo Messina     | Itália             | 2:18:20 |
| 9                 | Øyvind Dahl           | Noruega            | 2:19:49 |
| 10                | Kjell-Erik Ståhl      | Suécia             | 2:20:36 |
| 11                | Dick Hooper           | Irlanda            | 2:20:51 |
| 12                | David Cannon          | Reino Unido        | 2:21:33 |
| 13                | Giovanni Poli         | Itália             | 2:22:27 |
| 14                | Dominique Chauvelier  | França             | 2:22:40 |
| 15                | Janos Szekeres        | Hungria            | 2:22:41 |
| 16                | Leonid Moseyev        | União Soviética    | 2:24:00 |
| 17                | Mehmet Terzi          | Turquia            | 2:24:06 |
| 18                | Richard Umberg        | Suíça              | 2:24:54 |
| 19                | Delfim Moreira        | Portugal           | 2:26:08 |
| 20                | Michael Koussis       | Grécia             | 2:26:22 |
| 21                | Bernard Bobes         | França             | 2:26:37 |
| 22                | Ralf Salzmann         | Alemanha Ocidental | 2:27:24 |
| 23                | Freddy Vandervennet   | Bélgica            | 2:27:44 |
| 24                | Vadim Sidorov         | União Soviética    | 2:31:29 |
| 25                | Theofanis Tsimingatos | Grécia             | 2:35:41 |
| —                 | Richard Kopijasz      | Polónia            | DNF     |
| —                 | Tommy Persson         | Suécia             | DNF     |
| —                 | Allan Zachariassen    | Dinamarca          | DNF     |
| —                 | Svend-Erik Kristensen | Dinamarca          | DNF     |
| —                 | Kyriakos Lazaridis    | Grécia             | DNF     |
| —                 | Cor Vriend            | Países Baixos      | DNF     |
| —                 | Santiago de la Parte  | Espanha            | DNF     |
| —                 | Niilo Kemppe          | Finlândia          | DNF     |
| —                 | Steve Kenyon          | Reino Unido        | DNF     |
| —                 | Vladimir Kotov        | União Soviética    | DNF     |

DNF = abandonou